# 魏永安
魏永安，江西南昌人，是一名清朝政治人物。岁贡生出身。
魏永安曾于1754年接替卢之炎任青浦县知县一职，1759年由沈日熙接任。